# Hiệu ứng Coolidge

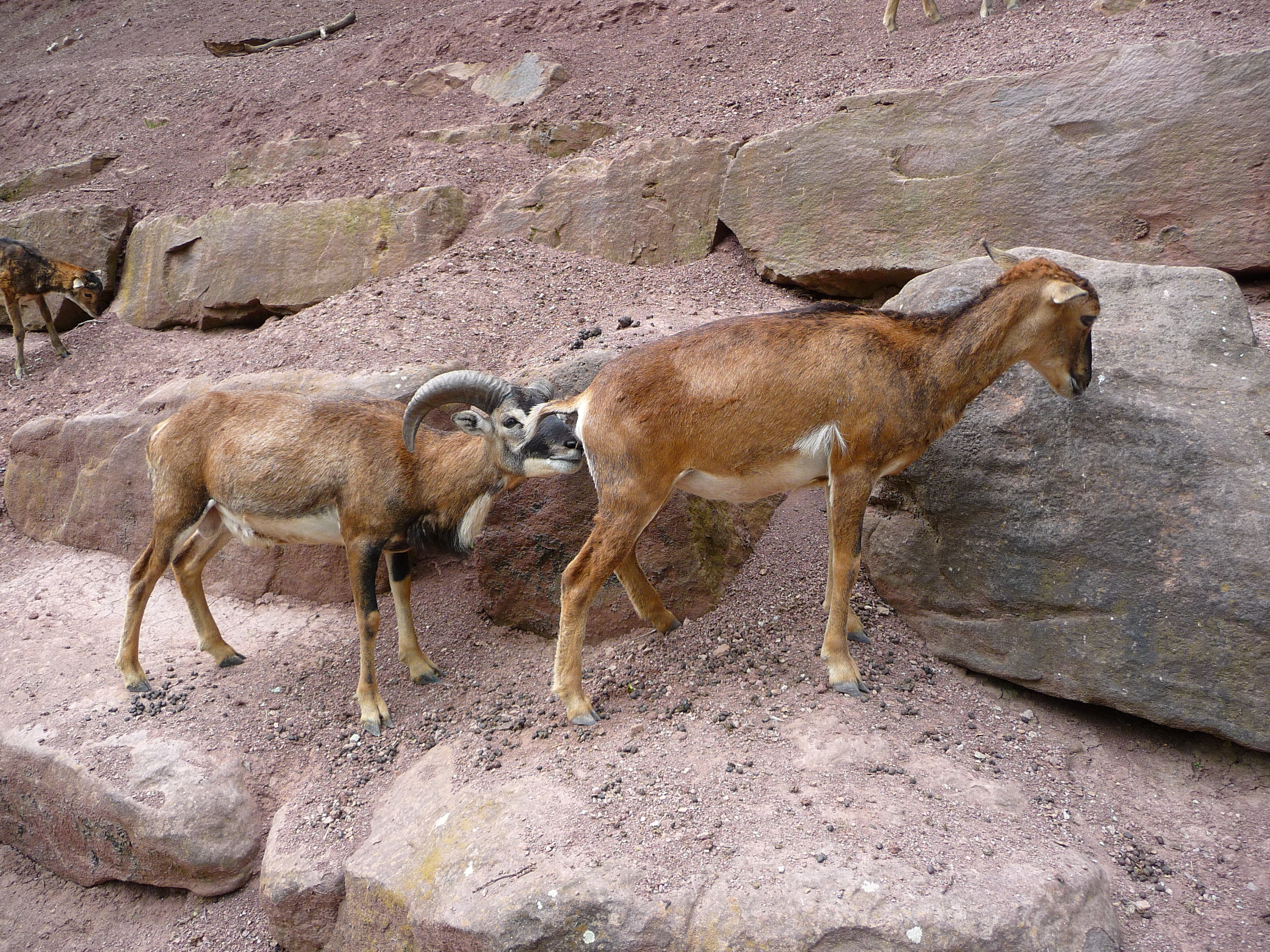
Dê đực có nhu cầu giao phối với rất nhiều dê cái khác nhau trong đàn của mình, hàng ngày chúng đều kiểm tra và giao phối với bất cứ con cái nào có dấu hiệu động đực

Hiệu ứng Coolidge hay hiệu ứng ham của lạ là một hiện tượng sinh học được thấy ở động vật, theo đó con đực thể hiện việc tham gia vào việc thực hiện hành vi giao phối mới lạ bất cứ khi nào một con cái muốn có quan hệ tình dục, ngay cả sau khi thỏa mãn tình dục với những bạn tình trước đó của nó nhưng vẫn muốn tiếp tục thực hiện việc giao phối. Ở một mức độ thấp hơn, hiệu ứng này cũng được thấy ở con cái đối với bạn tình của nó.
Hiệu ứng Coolidge có thể là do sự gia tăng phản ứng tình dục. Lợi ích tiến hóa của hiện tượng này là những con đực có thể thụ tinh cho nhiều con cái. Con đực có thể được hồi phục nhiều lần để thụ tinh thành công nhiều con cái. Đây là loại hệ thống giao phối có thể được gọi là đa thê (polygyny), nơi một con đực sẽ có nhiều bạn tình giống cái, nhưng mỗi cá thể giống cái chỉ được phép giao phối với một hoặc một vài bạn tình giống đực khác. Điều này có thể thấy ở những con dê đực (dê xồm) và gà trống.

## Từ nguyên

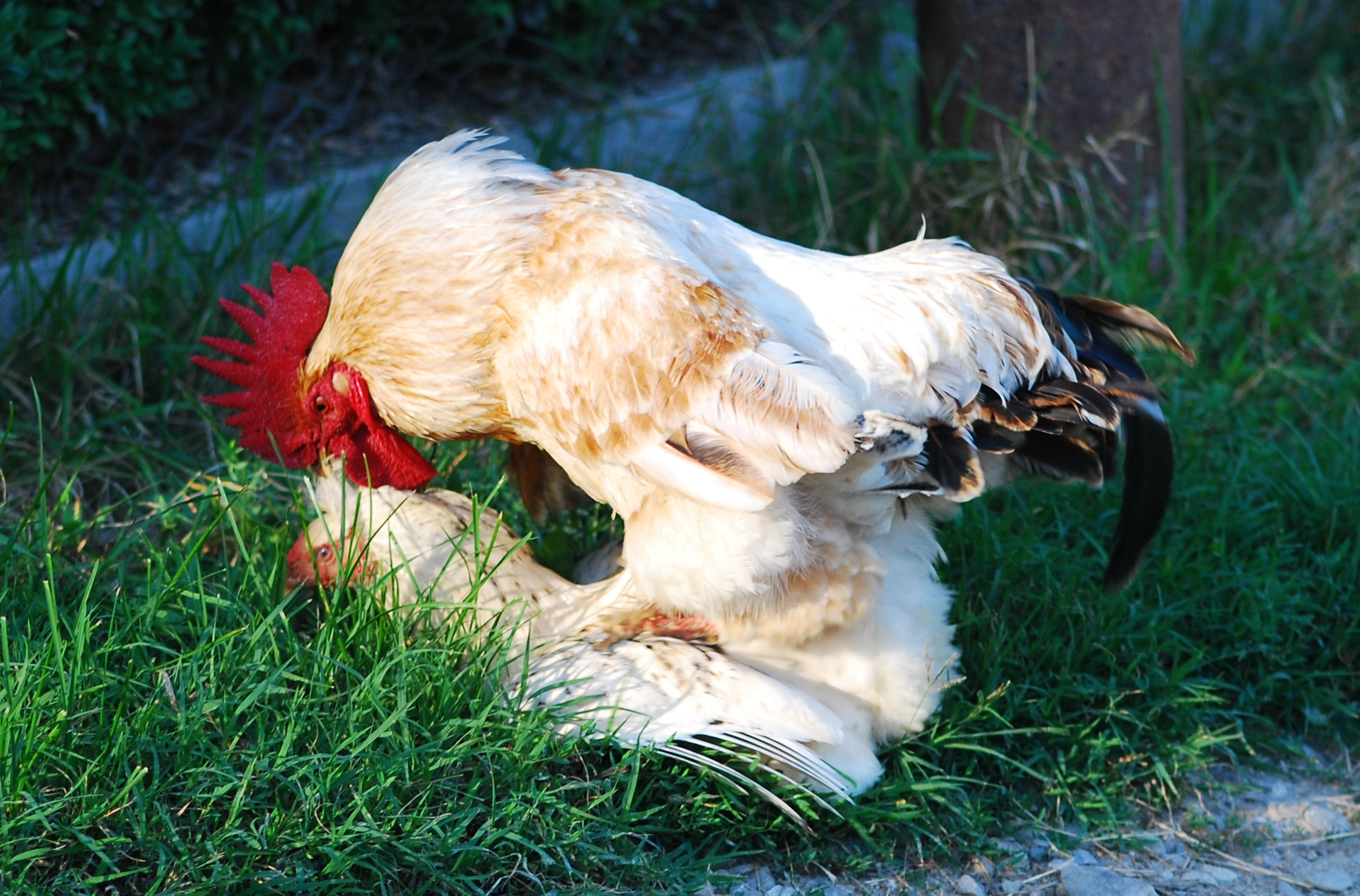
Mỗi con gà trống có thể đạp liên tục nhiều con mái không ngừng nghỉ

Hiệu ứng Coolidge được đặt ra vào năm 1958 bởi Frank A. Beach bắt nguồn từ một câu chuyện liên quan tới vợ chồng Tổng thống Mỹ thứ 30 là ông Calvin Coolidge. Trong chuyến thăm tới một trang trại gà hồi những năm 1920, trong khi tổng thống đang tham quan ở một nơi khác, bà phu nhân Coolidge vô tình để ý thấy một con gà trống lúc nào cũng bận rộn giao phối với những con mái. Những người dân tại trang trại nói với đệ nhất phu nhân rằng con gà trống này đạp mái cả tá lần mỗi ngày. Phu nhân tổng thống bèn nói thì thầm rằng: "Nói chuyện này cho tổng thống khi ông ấy tới nhé" (ngụ ý chê bai khả năng của tổng thống). Người nông dân liền kể lại cho tổng thống về sự sung mãn của con gà trống. Khi nghe chuyện, Tổng thống hỏi lại: "Lần nào cũng với cùng một con gà mái à?". Câu trả lời ông nhận được là không, bởi gà trống thích cảm giác lạ. Nghe xong, vị tổng thống đối đáp một cách hài hước và khoái trá: "Nói điều này với bà Coolidge đi".

## Cơ chế

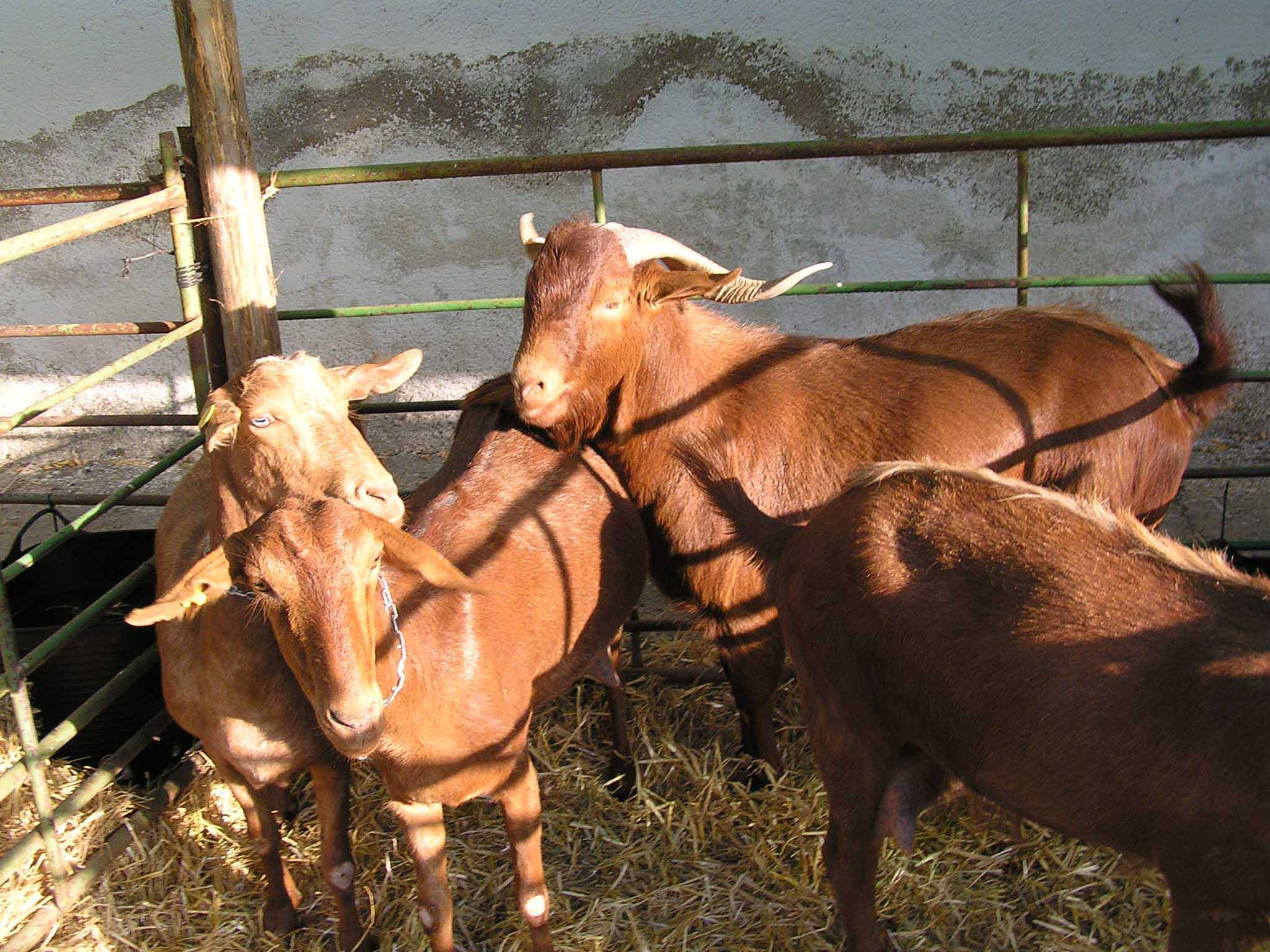
Dê đực giao phối với rất nhiều dê cái

Ở nhiều loài động vật, con cái luôn kỹ lưỡng trong việc lựa chọn bạn tình, trong khi con đực rất lăng nhăng. Con đực thường tìm tới những cái mới lạ và thích thay đổi bạn tình liên tục để phát tán gene. Hiệu ứng này để giải thích cho việc gà trống thường rất bừa bãi trong việc đạp mái. Chúng luôn thích tìm kiếm gà mái lạ hơn là những gà mái đã quen hơi. Các nhà khoa học gọi hành vi đó là hiệu ứng Coolidge. Ngay sau khi một cá thể đã thụ tinh một đối tác tình dục sẵn sàng, ngay cả khi nó chỉ là một hình ảnh và săn xung quanh cho cơ hội thụ tinh mới.
Hầu như tất cả động vật có vú, bao gồm cả con người và đàn bà, đều có một cơ chế cổ xưa mà các nhà khoa học gọi Hiệu ứng Coolidge. Nó hoạt động để làm cho chúng ta tìm kiếm các đối tác giao phối mới lạ khi công việc thụ tinh của chúng ta dường như được thực hiện. Nó hoạt động dung sai xây dựng hoặc chán nản với cùng một người hoặc kích thích mà sự hiện diện của họ trở nên ít bổ ích đối với bộ não nguyên thủy. Theo thời gian chỉ có ít hơn và ít hơn mong muốn cho cùng một đối tác tình dục.
Người nông dân cũng biết điều này vì bò đực sẽ chỉ giao phối với một con bò một lần mỗi mùa để tìm kiếm những con bò cái mới để thụ tinh cho toàn đàn. Chương trình cổ xưa này truyền bá càng nhiều gen càng tốt, ngày nay nơi mà các tôn giáo và xã hội đã sử dụng tất cả các loại chiến lược để làm tròn lỗi này như cho phép đàn ông có thêm vợ, kết hôn với họ và khuyến khích các gia đình giữ họ bận rộn và nhắm mắt làm ngơ cho người tình. Đó là lỗ hổng trong sinh học, là hiệu ứng Coolidge, đã cho phép ngành công nghiệp khiêu dâm trên internet phát triển.
Ở chuột gạo đồng lầy (Oryzomys palustris) thì con đực sau khi giao phối và đã thỏa mãn sau khi giao phối, nó vẫn có thể giao phối lại nếu có con cái mới. Để minh họa cho hiệu ứng Coolidge, nếu một con chuột đực được đưa vào chuồng với một con chuột cái, ban đầu chúng sẽ lao vào giao phối điên cuồng. Tuy nhiên, sau một thời gian, con đực sẽ giảm hứng thú và sẽ rất khó khăn để thuyết phục nó tiếp tục với con cái kia. Tuy nhiên, nếu một chuột cái khác được đưa vào, sự cuồng nhiệt lại trỗi dậy. Quá trình này có thể lặp đi lặp lại cho đến khi nó chết vì kiệt sức. Tương tự, trong tự nhiên, con đực của mỗi loài thường có động lực phát tán bộ gene tới càng nhiều con cái càng tốt. Con vượt trội thường có nhiều sự lựa chọn bạn tình hơn.
Dê có tập tính sống theo bầy đàn, đàn đông có khi lên tới cả trăm con, đàn ít cũng phải vài ba chục thành viên. Trong đàn có cả dê cái lẫn dê đực, chúng có một con dê đầu đàn là một con dê đực, dê đực đầu đàn được hưởng một đặc ân mà chỉ ở loài này mới có là kẻ duy nhất được giao phối với đám dê cái trong đàn. Mỗi sáng thức dậy, khi đi ra ngoài kiếm ăn, các con dê cái sẽ phải đi qua lối mà dê đực đã chờ sẵn để giao phối. Lần lượt từng con cái một sẽ phải thực hiện việc giao phối này.
Trật tự này của lũ dê là bất biến đối với mọi loài khác nhau trong họ. Dù là dê rừng hay dê nhà. Ngoài quy luật vào lúc bình minh, họ phát hiện ra rằng trong cả ngày đi kiếm ăn, dê đực còn tranh thủ tiếp tục làm giao phối với khoảng 30% dê cái, dê đầu đàn chính là những con đực có tần suất giao phối nhiều nhất hành tinh, tổng số lần của dê đực là 1.365 lần. Trong thời gian thống lĩnh của mình, một dê đực đầu đàn sẽ giao phối khoảng hơn 70 nghìn lần. Một con dê đực có thể giao phối với trên 30-40 con dê cái mỗi ngày, một tháng dê đực có thể giao phối lên đến trên 1.000 lần